# Joachim Coens
Joachim Coens (Bruges, 6 settembre 1966) è un politico belga.

## Biografia
Figlio del politico Daniël Coens. Ingegnere civile di formazione, si è laureato alla Katholieke Universiteit Leuven. Si è formato anche presso l'Università tecnica di Delft. Ha lavorato nel gruppo BESIX su vari progetti infrastrutturali. È entrato a far parte del Partito Popolare Cristiano, nel 2001, trasformato nei Cristiano Democratici e Fiamminghi. Nel 1995 è diventato membro del consiglio municipale di Damme, dove era responsabile per la cultura e l'economia. Negli anni 1995-2001 è stato membro del Parlamento fiammingo. Nel 2001 è diventato presidente e CEO di Maatschappij van de Brugse Zeehaven, una società che gestisce il porto di Zeebrugge, ha ricoperto questa carica fino al 2019. Nel 2011 è stato nominato presidente della filiale europea del Global Institute of Logistics. Nel 2014 ha assunto la carica di sindaco di questa città.
Nel 2019 è tornato all'attività politica a livello nazionale. A seguito delle elezioni per il presidente dei Cristiano Democratici e Fiamminghi, è stato eletto alla sua guida nel dicembre 2019 nel secondo turno di votazioni.